# Soera De Nacht
Soera De Nacht is een soera van de Koran.
De soera is vernoemd naar de nacht waarbij gezworen wordt in de eerste aya. Er wordt een contrast gegeven met de dag. Ook noemt de soera het vuur dat bestemd is voor de ongelovige en weldaad voor de gelovige.